# 米科洛-穆西伊夫卡
47°59′4″N 34°20′0″E / 47.98444°N 34.33333°E
米科洛-穆西伊夫卡（烏克蘭語：Миколо-Мусіївка）是烏克蘭中部的村莊，隸屬第聶伯羅彼得羅夫斯克州的第聶伯羅區。該村分別距離卡什卡里夫卡1公里和伊韋爾斯凱2.5公里，海拔高度98米，2001年人口73。